# Johan Andersson (Bischof)
Johan Andersson (* 29. September 1820 in Ödestugu; † 14. Juni 1894 in Växjö) war ein schwedischer evangelisch-lutherischer Bischof und literarischer Übersetzer.

## Leben
Johan Andersson wurde als Sohn von Anders Anderson und dessen Ehefrau Eva Sofia Svalander in der historischen Provinz Småland in Südschweden geboren. Sein Vater war Dorfpfarrer in Åker im Bistum Växjö. Er heiratete im Jahre 1850 Elisabeth (Elise) Lindfors. Sein Bruder war der Dichter und Hochschullehrer Anders Anderson (1822–1892), sein Sohn der Lehrer, Pädagoge und Autor Hilding Andersson (1853–1918).
Andersson begann seine Studien 1838 an der Universität Lund, wo er 1844 mit dem Magister im Fach Philosophie abschloss. Von 1845 bis 1846 studierte er an der Humboldt-Universität zu Berlin. 1846 erhielt er eine Anstellung als Lehrer für Moderne Sprachen am Gymnasium Växjo. Ab 1849 war er dort Dozent für Philosophie, 1853 erhielt er den Posten des Schulleiters. 1861 studierte er im Rahmen eines staatlichen Akademiker-Programms das dänische und deutsche Schulsystem.
Anschließend wandte sich Andersson der Theologie zu. 1862 wurde er Pfarrer in Gränna in der historischen Provinz Småland. 1868 wurde er Mitglied der Generalsynode der evangelisch-lutherischen Kirche Schwedens. 1873 und 1878 war er Vertreter der Diözese Växjo bei der Synode. 1873 wurde er zum Propst (kontraktsprost) ernannt. 1877 folgte seine Promotion zum Doktor der Theologie. Im Jahre 1879 wurde er als Nachfolger von Henrik Gustav Hultman zum Bischof von Växjö ernannt.
Neben seiner Kirchentätigkeit war Andersson auch als literarischer Übersetzer tätig. Er übersetzte Werke Goethes ins Schwedische. Er übersetzte zunächst den Faust ins Schwedische; die Ausgabe erschien 1853 und fand große Beachtung. Als weitere Übersetzungen folgten Götz von Berlichingen (1854), Stella (1854), Die Geschwister (1855), Clavigo (1855) und Egmont (1855).
Am 30. November 1889 erhielt er den Nordstern-Orden (Kungliga Nordstjärneorden) in der Klasse eines Kommandeurs.